# Carles I de Flandes
|  | Per a altres significats, vegeu «Carles#Sants i beats». |

Carles I de Flandes, anomenat també Carles el Bo (Odense, Dinamarca, 1083 - Bruges, Flandes, 2 de març de 1127) va ser comte de Flandes entre 1119 i 1127. És venerat com a beat per l'Església catòlica.

## Vida

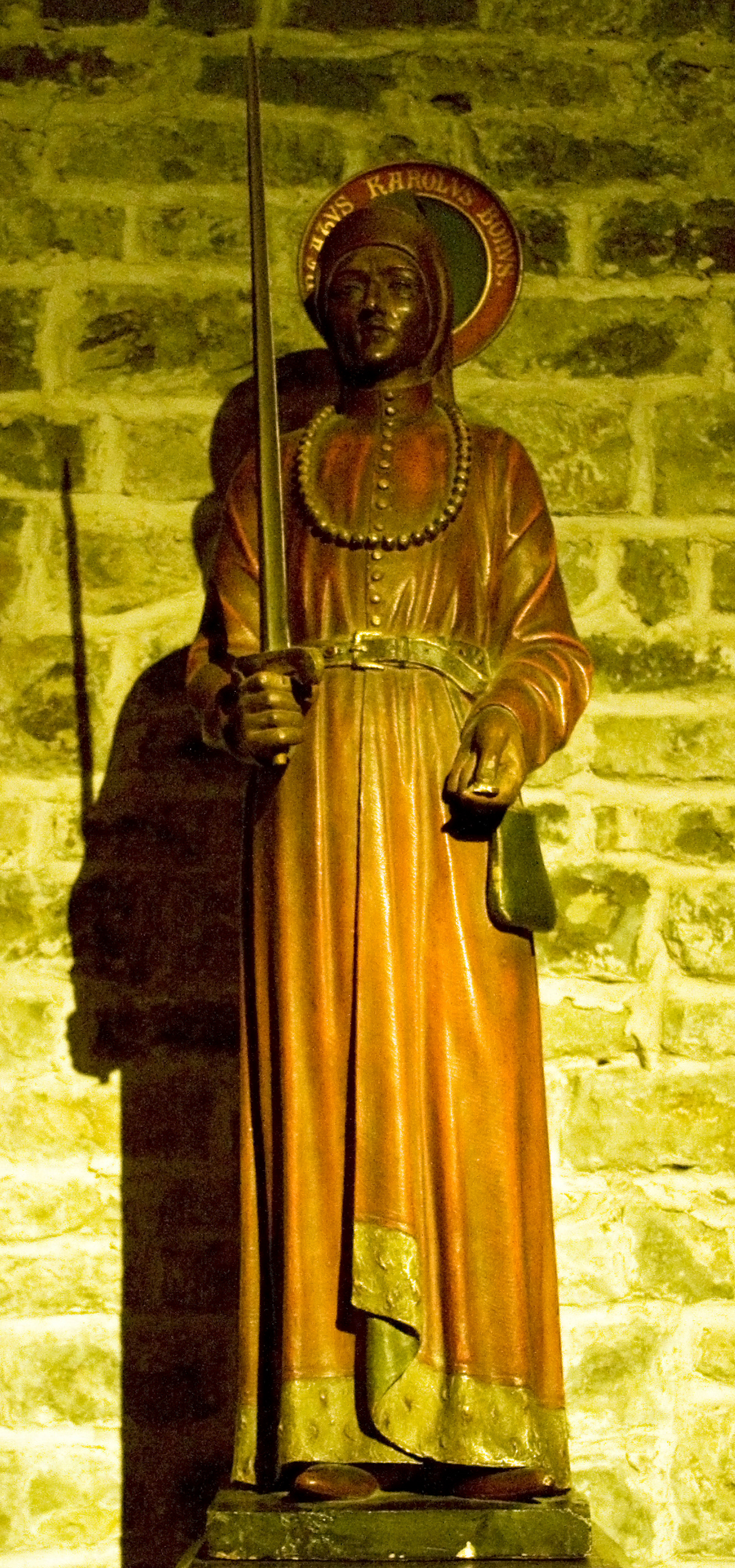
Talla del beat a la capella de la Santa Sang de Bruges.

Carles era fill de Canut IV de Dinamarca i d'Adela de Flandes. El seu pare va morir assassinat en 1086 i Adela va decidir de tornar a Flandes amb el seu fill, que llavors tenia tres anys. Carles va Robert Flandes i del seu oncle Robert II. El 1111 Robert II morí i Balduí VII pujà al tron. Carles va ser conseller del seu cosí, llavors molt jove, qui acordà el matrimoni de Carles amb la vídua del comte d'Amiens, Margarida de Clermont. Balduí va morir durant la guerra contra Lluís IV de França, a la batalla de Bures-en-Brai (setembre de 1119) i va deixar Carles com a hereu.
Carles va ser un sobirà generós i preocupat pels més necessitats: durant la greu carestia de 1126-1127, va distribuir pa i diners entre ells, a costa seva. A més, va aconseguir acabar amb l'especulació sobre el gra, prohibint que fos emmagatzemat perquè en apugessin els preus i prohibint la fabricació de cervesa, per dedicar el gra disponible a l'alimentació. Va castigar una família noble, els Erembald, que havia volgut evitar aquestes reformes socials traient-los els seus privilegis i reduint-los a l'estat de servents de la gleba. Com a resposta, un dels membres d'aquesta família, Berthold, prebost de Bruges, va organitzar una conxorxa per matar el comte. El 2 de març de 1127, mentre Carles pregava a la catedral de Sant Donacià de Bruges, un grup de soldats fidels a la família dels Erembald van assassinar-lo.
L'assassinat i sacrilegi va sublevar el poble, que s'aixecà contra aquesta família i va aclamar el comte com a màrtir i sant, anomenant-lo el Bo. No fou beatificat, però, fins al 1884. La família Erembald va ser desposseïda dels seus béns, els seus membres detinguts o desterrats, i va ésser suprimida de l'elenc de famílies nobles de Bruges i Gant.
A Carles va succeir-lo Guillem I.